# Plestan
Plestan (tiếng Breton: Plestan) là một xã của tỉnh Côtes-d’Armor, thuộc vùng Bretagne, tây bắc Pháp.

## Dân số
Người dân ở Plestan được gọi là Plestannais.